# Villalet
Villalet é uma comuna francesa na região administrativa da Normandia, no departamento de Eure. Estende-se por uma área de 2,34 km². Em 2010 a comuna tinha 89 habitantes (densidade: 38 hab./km²).